# Patientenschulung
Patientenschulungen sind strukturierte Fortbildungsprogramme für Patienten, bei denen insbesondere darauf geachtet wird, dass die für sie relevanten, medizinischen Inhalte von der Zielgruppe  verstanden und im Alltag genutzt werden können. Die Lehrveranstaltung (meist in Kurs- oder Seminarform) wird dabei nicht nur von Ärzten durchgeführt, sondern auch von Fachleuten aus anderen Berufen des Gesundheitswesens, wie Arzthelferinnen, Gesundheits- und Krankenpflegern, Ergotherapeuten, Krankengymnasten, Ernährungsberatern, Psychologen. Auch Mitglieder von Selbsthilfegruppen  und andere Betroffene können zu den Referenten der Schulungen gehören. Im Bereich von Psychiatrie und Psychotherapie werden Patienten- und Angehörigenschulungen Psychoedukation genannt.
Patientenschulungen werden nicht nur bei chronischen Krankheiten eingesetzt, sondern auch als Hilfe zur Bewältigung absehbarer Probleme (beispielsweise dem Umgang mit Schmerz im Zusammenhang mit chirurgischen Eingriffen).

## Ziele
Patientenschulungen haben das Ziel, die Selbstkompetenz  und das Selbstmanagement der Betroffenen zu erhöhen. Dies erreichen sie über die Vermittlung handlungsrelevanten Wissens (z. B. über Ursachen, Folgen und Therapiemöglichkeiten der Erkrankung), die Verbesserung der Selbstwahrnehmung (z. B. Tagebuchführung) sowie das praktische Üben von diagnostischen und therapeutischen Fertigkeiten (z. B. korrektes Inhalieren oder Injizieren von Medikamenten, Entspannungsübungen). Aber auch psychosoziale Aspekte der Krankheitsbewältigung werden thematisiert (z. B. Umgang mit Ängsten, Traurigkeit, Stigmatisierung, um die Teilhabe der Patienten zu sichern). Der Austausch in der Gruppe Gleichbetroffener ist dabei ein wesentlicher Wirkfaktor.
Durch Patientenschulungen können auch bei chronischen Krankheiten nicht selten Lebenserwartung und Lebensqualität erhöht werden. Bei kindlichem Asthma wurde die Teilnahme an einem Gruppenschulungsprogramm als ein zentraler Prädiktor zur Erreichung der somatischen und psychosozialen Therapieziele identifiziert. Studien zeigen, dass am Selbstmanagement orientierte Patientenschulungen zur Verbesserung der Lungenfunktion und des Wohlbefindens führen. Auch die Zahl der stationären Notfallaufnahmen und der Fehltage in der Schule wurde reduziert. Die multiprofessionellen Patientenschulungen zeigten sich dabei der reinen Unterweisung in den Medikamentengebrauch überlegen. Patientenschulungen sind daher als integraler Bestandteil der Langzeittherapie des Asthmas in den internationalen medizinischen Leitlinien verankert.

## Kontroversen
Die durch Patientenschulungen angestrebte Verwirklichung von Lebensstiländerungen hängt nicht direkt von der Schulungskompetenz des medizinischen Personals ab.

## Rechtsstatus und Qualitätskriterien
In dem für die Gesetzliche Krankenversicherung geltenden Recht (Sozialgesetzbuch V) ist im § 43 (Ergänzende Leistungen zur Rehabilitation) geregelt, dass Patientenschulungen unter gewissen Voraussetzungen durch die Krankenkassen gefördert werden können. Patientenschulungen für Kinder und Jugendliche mit Asthma und Diabetes werden bundesweit über das jeweilige Disease-Management-Programm angeboten. Schulungen für Neurodermitis werden durch Rahmenverträge mit den Krankenkassen finanziert. Für alle anderen Patientenschulungen der Kinder- und Jugendmedizin liegen aktuell keine gesicherten Finanzierungskonzepte vor. In Deutschland gibt es für verschiedene pädiatrische Krankheitsbilder, so z. B. für Adipositas, Asthma, Diabetes und Neurodermitis, Arbeitsgemeinschaften, die Qualitätskriterien für die Inhalte und Durchführung von Patientenschulungen definiert haben. Diese Qualitätskriterien sind von den entsprechenden medizinischen Fachgesellschaften anerkannt und werden von den Kostenträgern (vor allem den Krankenkassen) überprüft. Seit 2009 existiert mit dem Modularen Schulungsprogramm für chronisch kranke Kinder, Jugendliche und deren Eltern ModuS auch ein krankheitsübergreifendes Schulungskonzept für pädiatrische Erkrankungen. Das vom Bundesgesundheitsministerium geförderte Programm umfasst krankheitsspezifische Module und generische, d. h. für alle Erkrankungen verwendbare Module, wie z. B. Einführung und Kennenlernen, Krankheitsbewältigung im Familiensystem. Daran angelehnt existieren eine modulare Trainerausbildung und ein gemeinsames Qualitätsmanagement, so dass sie Entwicklung neuer Schulungsprogramme vereinfacht wird.